# Шестопалов Микола Федорович
Мико́ла Фе́дорович Шестопа́лов (рос. Николай Фёдорович Шестопалов; 19 грудня 1919 — 6 листопада 2006) — радянський воєначальник, маршал інженерних військ (06.05.1981).
Обирався депутатом Верховної Ради СРСР 11-го скликання (1984—1989) і Верховної Ради РРФСР 10-го скликання (1980—1985).

## Життєпис
Народився в Москві, в родині залізничника. Росіянин. Залишившись у чотирирічному віці сиротою, до 1935 року виховувався у дитячих будинках Москви і Волоколамська. У 1935—1937 роках навчався на робітфаці імені Артема (м. Москва), після закінчення якого обрав професію військового інженера-будівельника.
Після закінчення Військово-інженерної академії імені В. В. Куйбишева у квітні 1941 року направлений на облаштування нового державного кордону СРСР з Румунією. Обіймав посаду начальника будівельної дільниці.
Учасник німецько-радянської війни з червня 1941 року. Обіймав різні командні посади в інженерних військах на Південному, Брянському, Воронезькому, Центральному і 1-му Українському фронтах. З 1943 року — начальник інженерної служби 22-ї гвардійської мотострілецької бригади 6-го гвардійського танкового корпусу 3-ї гвардійської танкової армії. Закінчив війну гвардії капітан М. Ф. Шестопалов на посаді помічника начальника штабу інженерних військ з розвідки 3-ї гвардійської танкової армії.
Після закінчення війни продовжив службу в інженерних військах Радянської армії. З 1945 року був старшим виконавцем робіт Управління військово-польового будівництва РА у Німеччині. З кінця 1940-х років працював у структурі Центрального управління капітального аеродромного будівництва командир аеродромно-будівельного батальйону, начальник виробничого відділу і головний інженер аеродромно-будівельного полку.
У 1960—1962 роках — начальник будівельного управління Білоруського військового округу, у 1962—1969 роках — заступник командувача військами Білоруського ВО з будівництва і розквартирування військ.
З 1969 року — на керівних посадах в Центральному апараті будівельно-квартирних органів МО СРСР: начальник Головного військово-будівельного управління (1969—1972), перший заступник начальника будівництва і розквартирування військ (1972—1978). З 1978 року — заступник міністра оборони СРСР з будівництва і розквартирування військ. З 1988 року — військовий інспектор-радник Групи генеральних інспекторів МО СРСР.
У 1992 році вийшов у відставку.

## Нагороди і почесні звання
Нагороджений орденами Леніна, Жовтневої революції, двома Вітчизняної війни 1-го (29.05.1945, 11.03.1985) та одним 2-го (21.04.1945) ступенів, двома Трудового Червоного Прапора, двома Червоної Зірки (01.03.1944, …) і медалями.
Лауреат Державної премії СРСР (1974). Заслужений будівельник РРФСР (1971).